# Championnat du Yémen de football 2008
Navigation
Saison précédente Saison suivante
La saison 2008 du Championnat du Yémen de football est la seizième édition de la première division au Yémen. Quatorze formations sont rassemblées au sein d'une poule unique et s'affrontent deux fois au cours de la saison, à domicile et à l'extérieur. Les quatre derniers sont relégués et remplacés par les quatre meilleurs clubs de Division 1, la deuxième division yéménite.
C’est Al Hilal Hudaydah qui remporte la compétition cette saison après avoir terminé en tête du classement final, avec huit points d'avance sur un duo composé du tenant du titre, Al Ahli Sanaa et d'Al Shula Aden. Il s’agit du tout premier titre de champion du Yémen de l’histoire du club, qui réussit même le doublé en s'imposant en finale de la Coupe du Yémen, face à Al Sha'ab Hadramaut.

## Les clubs participants
| - Al-Sha'ab Ibb - Al Wehda Club Aden - Promu de D2 - Al-Ahli Ta'izz - Promu de D2 - Shabab al-Jeel Hudayda - Promu de D2 - May 22 Sanaa - Promu de D2 - Al Hilal Hudaydah - Al Shula Aden | - Al Wehda Sana’a - Al Sha'ab Hadramaut - Al Yarmuk al-Rawda - Hassan Abyan - Al Saqr Ta'izz - Al Ahli Sanaa - Al-Rasheed Ta'izz |

## Compétition
Le barème de points servant à établir le classement se décompose ainsi :
- Victoire : 3 points
- Match nul : 1 point
- Défaite : 0 point

### Classement
| Rang | Équipe                  | Pts | J  | G  | N  | P  | Bp | Bc | Diff |
| ---- | ----------------------- | --- | -- | -- | -- | -- | -- | -- | ---- |
| 1    | Al Hilal HudaydahC      | 51  | 26 | 16 | 3  | 7  | 36 | 17 | +19  |
| 2    | Al Ahli SanaaT          | 43  | 26 | 11 | 10 | 5  | 38 | 23 | +15  |
| 3    | Al Shula Aden           | 43  | 26 | 13 | 4  | 9  | 39 | 32 | +7   |
| 4    | Al Saqr Ta'izz          | 41  | 26 | 11 | 8  | 7  | 33 | 26 | +7   |
| 5    | Al Sha'ab Hadramaut     | 40  | 26 | 11 | 7  | 8  | 23 | 22 | +1   |
| 6    | Al Yarmuk al-Rawda      | 39  | 26 | 11 | 6  | 9  | 20 | 19 | +1   |
| 7    | Hassan Abyan            | 37  | 26 | 10 | 7  | 9  | 31 | 34 | -3   |
| 8    | Al-Sha'ab Ibb           | 35  | 26 | 10 | 5  | 11 | 30 | 29 | +1   |
| 9    | Al-Rasheed Ta'izz       | 34  | 26 | 10 | 4  | 12 | 34 | 33 | +1   |
| 10   | Al Wehda Club AdenP     | 34  | 26 | 10 | 4  | 12 | 23 | 29 | -6   |
| 11   | Al Wehda Club Sanaa     | 32  | 26 | 8  | 8  | 10 | 29 | 29 | 0    |
| 12   | Shabab al-Jeel HudaydaP | 29  | 26 | 7  | 8  | 11 | 28 | 37 | -9   |
| 13   | Al-Ahli Ta'izzP         | 26  | 26 | 5  | 11 | 10 | 20 | 34 | -14  |
| 14   | May 22 SanaP            | 17  | 26 | 4  | 5  | 17 | 17 | 37 | -20  |

|  | Qualification pour la Coupe de l'AFC 2009                                      |
|  | Relégation directe en Division 1                                               |
|  | T : Tenant du titre C : Vainqueur de la Coupe du Yémen P : Promu de Division 1 |

## Bilan de la saison
| Championnat du Yémen de football 2008 |                               |
| Champion                              | Al Hilal Hudaydah (1er titre) |
| Coupes et trophées                    |                               |
| Vainqueur de la Coupe du Yémen 2008   | Al Hilal Hudaydah             |
| Qualifications continentales          |                               |
| Coupe de l'AFC 2009                   | Al Hilal Hudaydah             |
| Promotions et relégations             |                               |
| Promus en Yemeni League               | Al-Shabab al-Baydaa           |
| Promus en Yemeni League               | Al Ittihad Ibb                |
| Promus en Yemeni League               | Al-Tilal SC                   |
| Promus en Yemeni League               | Al-Sha'ab Sanaa               |
| Relégués en Division 1                | Al Wehda Club Sanaa           |
| Relégués en Division 1                | Shabab al-Jeel Hudayda        |
| Relégués en Division 1                | Al-Ahli Ta'izz                |
| Relégués en Division 1                | May 22 Sanaa                  |